# ريتشارد بورغ
ريتشارد بورغ (بالإنجليزية: Richard Borg)‏ هو مؤلف لعب ‏ أمريكي، ولد في 1948م.